# French Open 2004
Die 103. French Open fanden vom 24. Mai bis 7. Juni 2004 in Paris im Stade Roland Garros statt.
Titelverteidiger im Einzel waren Juan Carlos Ferrero bei den Herren sowie Justine Henin bei den Damen. Im Herrendoppel waren die Brüder Bob und Mike Bryan, im Damendoppel Kim Clijsters und Ai Sugiyama die Titelverteidiger. Lisa Raymond und Mike Bryan waren die Titelverteidiger im Mixed.
Im Herreneinzel gewann der Argentinier Gastón Gaudio und im Dameneinzel Anastassija Myskina. Im Herrendoppel siegten die Belgier Xavier Malisse und Olivier Rochus. im Damendoppel Virginia Ruano Pascual und Paola Suárez. Den Titel im Mixed gewannen Tatiana Golovin und Richard Gasquet.

## Herreneinzel

### Setzliste
| Nr. | Spieler             | Erreichte Runde |
| --- | ------------------- | --------------- |
| 01. | Roger Federer       | 3. Runde        |
| 02. | Andy Roddick        | 2. Runde        |
| 03. | Guillermo Coria     | Finale          |
| 04. | Juan Carlos Ferrero | 2. Runde        |
| 05. | Carlos Moyá         | Viertelfinale   |
| 06. | Andre Agassi        | 1. Runde        |
| 07. | Rainer Schüttler    | 1. Runde        |
| 08. | David Nalbandian    | Halbfinale      |
| 09. | Tim Henman          | Halbfinale      |
| 10. | Sébastien Grosjean  | 2. Runde        |
| 11. | Nicolás Massú       | 3. Runde        |
| 12. | Lleyton Hewitt      | Viertelfinale   |
| 13. | Paradorn Srichaphan | 2. Runde        |
| 14. | Jiří Novák          | 2. Runde        |
| 15. | Sjeng Schalken      | Rückzug         |
| 16. | Fernando González   | 1. Runde        |

| Nr. | Spieler            | Erreichte Runde |
| --- | ------------------ | --------------- |
| 17. | Tommy Robredo      | Achtelfinale    |
| 18. | Mark Philippoussis | 1. Runde        |
| 19. | Martin Verkerk     | 3. Runde        |
| 20. | Marat Safin        | Achtelfinale    |
| 21. | Andrei Pavel       | 2. Runde        |
| 22. | Juan Ignacio Chela | Viertelfinale   |
| 23. | Feliciano López    | Achtelfinale    |
| 24. | Jonas Björkman     | 2. Runde        |
| 25. | Ivan Ljubičić      | 2. Runde        |
| 26. | Albert Costa       | 3. Runde        |
| 27. | Vincent Spadea     | 2. Runde        |
| 28. | Gustavo Kuerten    | Viertelfinale   |
| 29. | Maks Mirny         | 1. Runde        |
| 30. | Mariano Zabaleta   | 2. Runde        |
| 31. | Dominik Hrbatý     | 2. Runde        |
| 32. | Arnaud Clément     | 1. Runde        |

## Dameneinzel

### Setzliste
| Nr. | Spielerin              | Erreichte Runde |
| --- | ---------------------- | --------------- |
| 01. | Justine Henin-Hardenne | 2. Runde        |
| 02. | Serena Williams        | Viertelfinale   |
| 03. | Amélie Mauresmo        | Viertelfinale   |
| 04. | Venus Williams         | Viertelfinale   |
| 05. | Lindsay Davenport      | Achtelfinale    |
| 06. | Anastassija Myskina    | Sieg            |
| 07. | Jennifer Capriati      | Halbfinale      |
| 08. | Nadja Petrowa          | 3. Runde        |
| 09. | Jelena Dementjewa      | Finale          |
| 10. | Wera Swonarjowa        | 3. Runde        |
| 11. | Swetlana Kusnezowa     | Achtelfinale    |
| 12. | Ai Sugiyama            | 2. Runde        |
| 13. | Chanda Rubin           | Rückzug         |
| 14. | Paola Suárez           | Halbfinale      |
| 15. | Silvia Farina Elia     | 2. Runde        |
| 16. | Patty Schnyder         | 2. Runde        |

| Nr. | Spielerin           | Erreichte Runde |
| --- | ------------------- | --------------- |
| 17. | Francesca Schiavone | Achtelfinale    |
| 18. | Marija Scharapowa   | Viertelfinale   |
| 19. | Anna Smaschnowa     | 3. Runde        |
| 20. | Conchita Martínez   | 2. Runde        |
| 21. | Magdalena Maleewa   | Achtelfinale    |
| 22. | Karolina Šprem      | 1. Runde        |
| 23. | Fabiola Zuluaga     | Achtelfinale    |
| 24. | Jelena Dokić        | 1. Runde        |
| 25. | Jelena Bowina       | 3. Runde        |
| 26. | Nathalie Dechy      | 1. Runde        |
| 27. | Eleni Daniilidou    | 1. Runde        |
| 28. | Lisa Raymond        | 2. Runde        |
| 29. | Petra Mandula       | 2. Runde        |
| 30. | Mary Pierce         | 3. Runde        |
| 31. | Émilie Loit         | 2. Runde        |
| 32. | Dinara Safina       | 2. Runde        |

## Herrendoppel

### Setzliste
| Nr. | Paarung                        | Erreichte Runde |
| --- | ------------------------------ | --------------- |
| 01. | Bob Bryan Mike Bryan           | Halbfinale      |
| 02. | Jonas Björkman Todd Woodbridge | Achtelfinale    |
| 03. | Mahesh Bhupathi Maks Mirny     | Halbfinale      |
| 04. | Mark Knowles Daniel Nestor     | Viertelfinale   |
| 05. | Wayne Arthurs Paul Hanley      | 1. Runde        |
| 06. | Michaël Llodra Fabrice Santoro | Finale          |
| 07. | Wayne Black Kevin Ullyett      | Viertelfinale   |
| 08. | Martin Damm Cyril Suk          | 1. Runde        |

| Nr. | Paarung                       | Erreichte Runde |
| --- | ----------------------------- | --------------- |
| 09. | Gastón Etlis Martín Rodríguez | Viertelfinale   |
| 10. | Leander Paes David Rikl       | 2. Runde        |
| 11. | Jonathan Erlich Andy Ram      | Achtelfinale    |
| 12. | Jared Palmer Pavel Vízner     | 2. Runde        |
| 13. | Mariano Hood Sebastián Prieto | 2. Runde        |
| 14. | František Čermák Leoš Friedl  | Achtelfinale    |
| 15. | Julian Knowle Nenad Zimonjić  | 2. Runde        |
| 16. | Tomáš Cibulec Petr Pála       | 2. Runde        |

## Damendoppel

### Setzliste
| Nr. | Paarung                              | Erreichte Runde |
| --- | ------------------------------------ | --------------- |
| 01. | Virginia Ruano Pascual Paola Suárez  | Sieg            |
| 02. | Swetlana Kusnezowa Jelena Lichowzewa | Finale          |
| 03. | Liezel Huber Ai Sugiyama             | 1. Runde        |
| 04. | Nadja Petrowa Meghann Shaughnessy    | Viertelfinale   |
| 05. | Martina Navratilova Lisa Raymond     | Halbfinale      |
| 06. | Cara Black Rennae Stubbs             | 3. Runde        |
| 07. | Janette Husárová Conchita Martínez   | Viertelfinale   |
| 08. | María Vento-Kabchi Angelique Widjaja | 1. Runde        |

| Nr. | Paarung                                | Erreichte Runde |
| --- | -------------------------------------- | --------------- |
| 09. | Marion Bartoli Émilie Loit             | 2. Runde        |
| 10. | Li Ting Tiantian Sun                   | 2. Runde        |
| 11. | Anastassija Myskina Wera Swonarjowa    | 3. Runde        |
| 12. | Alicia Molik Magüi Serna               | 1. Runde        |
| 13. | Els Callens Meilen Tu                  | 2. Runde        |
| 14. | Myriam Casanova Patricia Wartusch      | 2. Runde        |
| 15. | Silvia Farina Elia Francesca Schiavone | Viertelfinale   |
| 16. | Barbara Schett Patty Schnyder          | 2. Runde        |

## Mixed

### Setzliste
| Nr. | Paarung                             | Erreichte Runde |
| --- | ----------------------------------- | --------------- |
| 01. | Mahesh Bhupathi Jelena Lichowzewa   | 1. Runde        |
| 02. | Mark Knowles Virginia Ruano Pascual | Achtelfinale    |
| 03. | Mike Bryan Lisa Raymond             | 1. Runde        |
| 04. | Wayne Black Cara Black              | Finale          |

| Nr. | Paarung                          | Erreichte Runde |
| --- | -------------------------------- | --------------- |
| 05. | Kevin Ullyett Rennae Stubbs      | Achtelfinale    |
| 06. | Leander Paes Martina Navratilova | Achtelfinale    |
| 07. | Paul Hanley Alicia Molik         | Viertelfinale   |
| 08. | Cyril Suk Myriam Casanova        | 1. Runde        |

## Juniorinneneinzel
Setzliste
| Nr. | Spielerin             | Erreichte Runde |
| --- | --------------------- | --------------- |
| 01. | Sessil Karatantschewa | Sieg            |
| 02. | Jarmila Gajdošová     | 1. Runde        |
| 03. | Shahar Peer           | Viertelfinale   |
| 04. | Michaëlla Krajicek    | Viertelfinale   |
| 05. | Timea Bacsinszky      | Halbfinale      |
| 06. | Kateryna Bondarenko   | Halbfinale      |
| 07. | Chan Yung-jan         | 1. Runde        |
| 08. | Jelena Wesnina        | Viertelfinale   |

| Nr. | Spielerin          | Erreichte Runde |
| --- | ------------------ | --------------- |
| 09. | Kateřina Böhmová   | Achtelfinale    |
| 10. | Veronika Chvojková | 1. Runde        |
| 11. | Marina Eraković    | 1. Runde        |
| 12. | Monica Niculescu   | Achtelfinale    |
| 13. | Wiktoryja Asaranka | Achtelfinale    |
| 14. | Alla Kudrjawzewa   | Achtelfinale    |
| 15. | Angelique Kerber   | 1. Runde        |
| 16. | Pauline Parmentier | 2. Runde        |

## Juniorinnendoppel
Setzliste
| Nr. | Paarung                                  | Erreichte Runde |
| --- | ---------------------------------------- | --------------- |
| 01. | Veronika Chvojková Sessil Karatantschewa | Achtelfinale    |
| 02. | Chan Yung-jan Sun Shengnan               | Achtelfinale    |
| 03. | Wiktoryja Asaranka Wolha Hawarzowa       | Halbfinale      |
| 04. | Mădălina Gojnea Monica Niculescu         | Halbfinale      |

| Nr. | Paarung                             | Erreichte Runde |
| --- | ----------------------------------- | --------------- |
| 05. | Timea Bacsinszky Shahar Peer        | Viertelfinale   |
| 06. | Kateřina Böhmová Michaëlla Krajicek | Sieg            |
| 07. | Marina Eraković Bibiane Schoofs     | 1. Runde        |
| 08. | Ágnes Szatmári Ágnes Szávay         | 1. Runde        |